# 毛唇芋兰
毛唇芋兰（学名：Nervilia fordii）为兰科芋兰属的植物。分布于泰国以及中国大陆的广西、广东、香港、四川等地，生长于海拔220米至1,000米的地区，常生长在山坡或沟谷林下，目前尚未由人工引种栽培。

## 别名
福氏芋兰（香港植物名录）